# Wroców
Wroców – wieś na Ukrainie, w rejonie jaworowskim należącym do obwodu lwowskiego.